# فيل ميرفي (سياسي)
فيل ميرفي (بالإنجليزية: Phil Murphy)‏ هو دبلوماسي ومصرفي وسياسي أمريكي، ولد في 1957 في نيدهام في الولايات المتحدة. حزبياً، نشط في الحزب الديمقراطي. وقد انتخب سفير وفي 2017 New Jersey gubernatorial election ‏، انتخب حاكم نيو جيرسي ‏ (16 يناير 2018 – ) وانتخب سفير الولايات المتحدة لدى ألمانيا ‏ (21 أغسطس 2009 – 29 مايو 2013).

## وصلات خارجية
- الموقع الرسمي